# Tip 2 Ke-To
Tip 2 Ke-To je bio laki tenk vojske Japanskog Carstva. Dizajniran je kao poboljšani model Tip 98 Ke-Ni. U odnosi na prethodnika ima širu kupolu i noviji top koji je istog kalibra, ali s većom izlaznom brzinom granate (810 m/s). Konstruirano je samo tridesetak primjeraka, ali nikada nisu korišteni u borbi. U imenu, "Tip 2" mu označava godinu 1942., "Ke" oznaka znači laki, a "To" predstavlja broj sedam.

## Vanjske poveznice
|  | Zajednički poslužitelj ima stranicu o temi Type 2 Ke-To    |
|  | Zajednički poslužitelj ima još gradiva o temi Type 2 Ke-To |

- (en) - specifikacije tenka na onwar.com  Arhivirana inačica izvorne stranice od 9. ožujka 2012. (Wayback Machine)